# Grand-Bevange
Grand-Bevange (luxembourgeois: Groussbéiweng) est un lieu-dit de Hivange, qui fait partie de la commune luxembourgeoise de Garnich située dans le canton de Capellen.